# Canon EOS-1Ds
Die Canon EOS-1Ds ist eine digitale Spiegelreflexkamera des japanischen Herstellers Canon, die im Herbst 2002 in den Markt eingeführt wurde. Der Hersteller richtete sie an Berufsfotografen. Sie wird inzwischen nicht mehr produziert.

## Technische Merkmale
Die Kamera ist mit einem CMOS-Sensor mit 11,1 Megapixeln (4.064 × 2.704) ausgestattet. Als Datenschnittstelle wird IEEE 1394 (FireWire) verwendet.
Das Gehäuse der Kamera basiert technisch auf dem Kameramodell Canon EOS-1V.

## Einzelnachweise

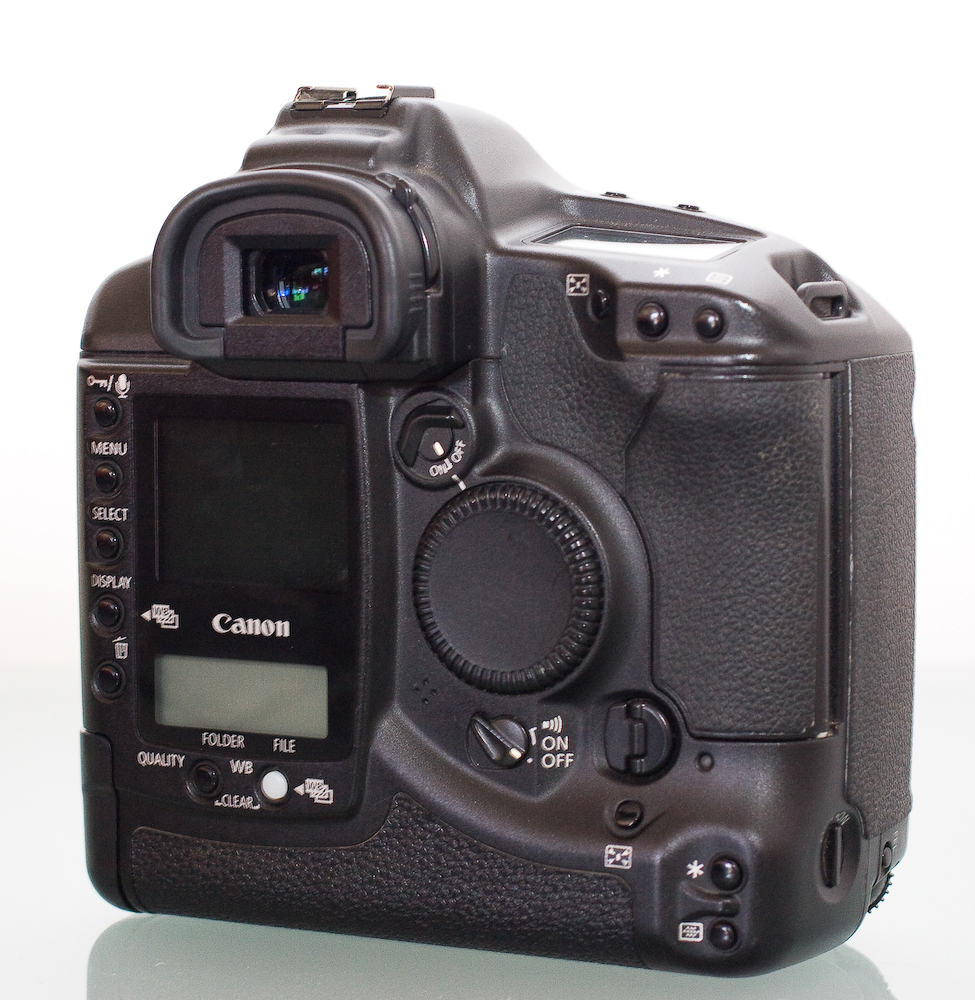
EOS-1Ds Rückansicht